# Belén de hielo
El belén de hielo (en alemán: Eiskrippe) es un escultura de hielo que se exhibe durante el Adviento en la ciudad austríaca de Graz, desde 1996. Por su rareza el pesebre es mundialmente famoso.

## Historia

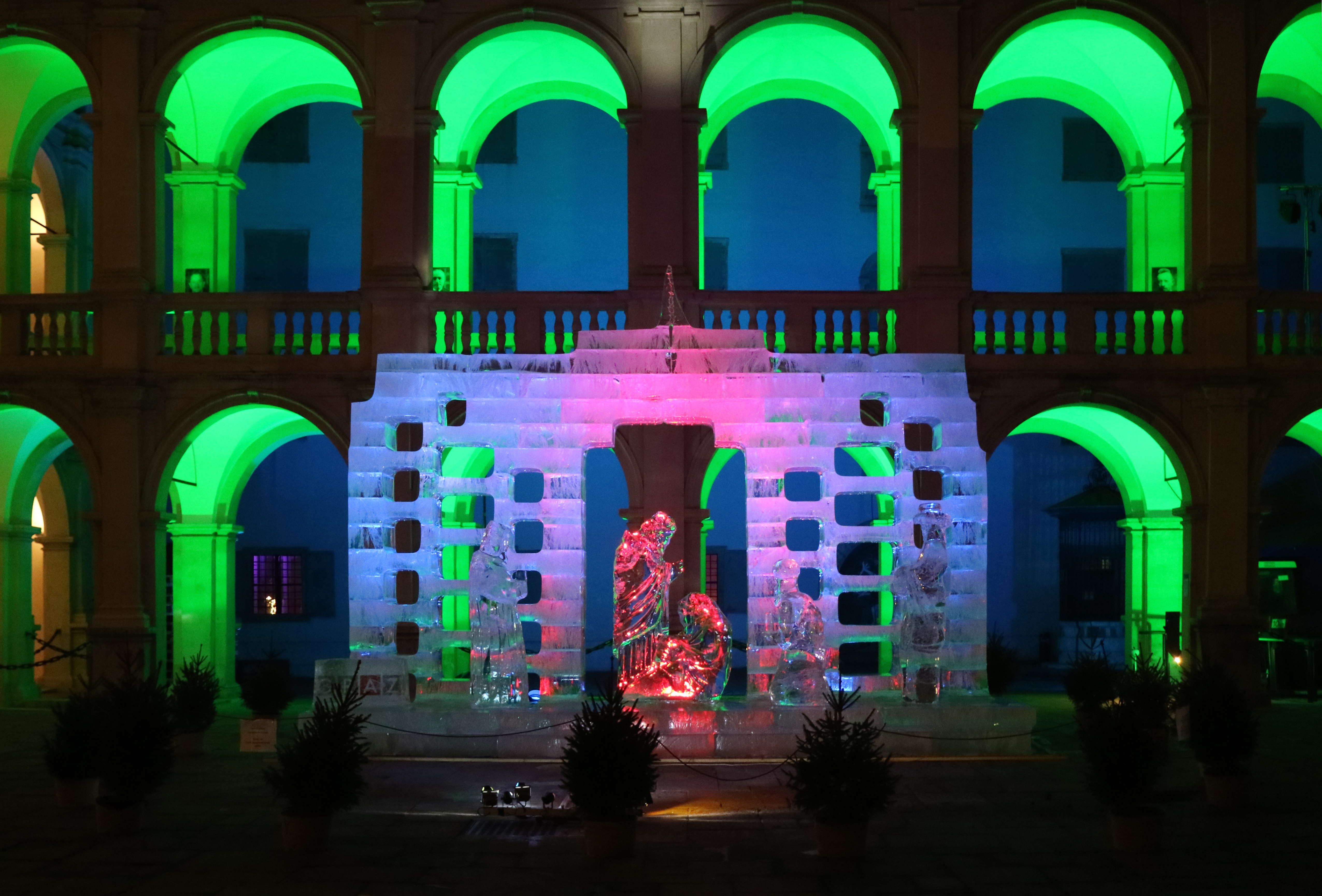
La obra de noche, diciembre de 2017.

En 1994 la asociación de turismo de Graz planificó un belén de hielo glaseado y eligió al Grazer Landhaus, en el centro de la ciudad, como el sitio de exhibición. La obra debía tener personajes de tamaño natural y se encargó al renombrado artista Gert Hödl.
En 1996 Hödl y otros cuatro artistas esculpieron la obra de arte en 156 bloques de hielo, con un peso total de 23 toneladas y la instalación completa tuvo ocho metros de ancho por cuatro de alto. Desde entonces el belén se esculpe a fines de noviembre, siempre bajo la dirección de Hödl (hasta su muerte), se revela en una ceremonia solemne y por la noche se ilumina con colores.
La ceremonia de inauguración fue transmitida en línea y en vivo por primera vez en 1998. En 1999 se intentó colocar un techo de madera previsto para proteger a la obra de la lluvia, pero fue vetado porque perturbaría el ambiente de la arquitectura renacentista y hubo un conflicto de intereses con un rodaje cinematográfico; que deseaba mantener su equipo en el lugar impidiendo la construcción de la obra de arte.

### Años 2000

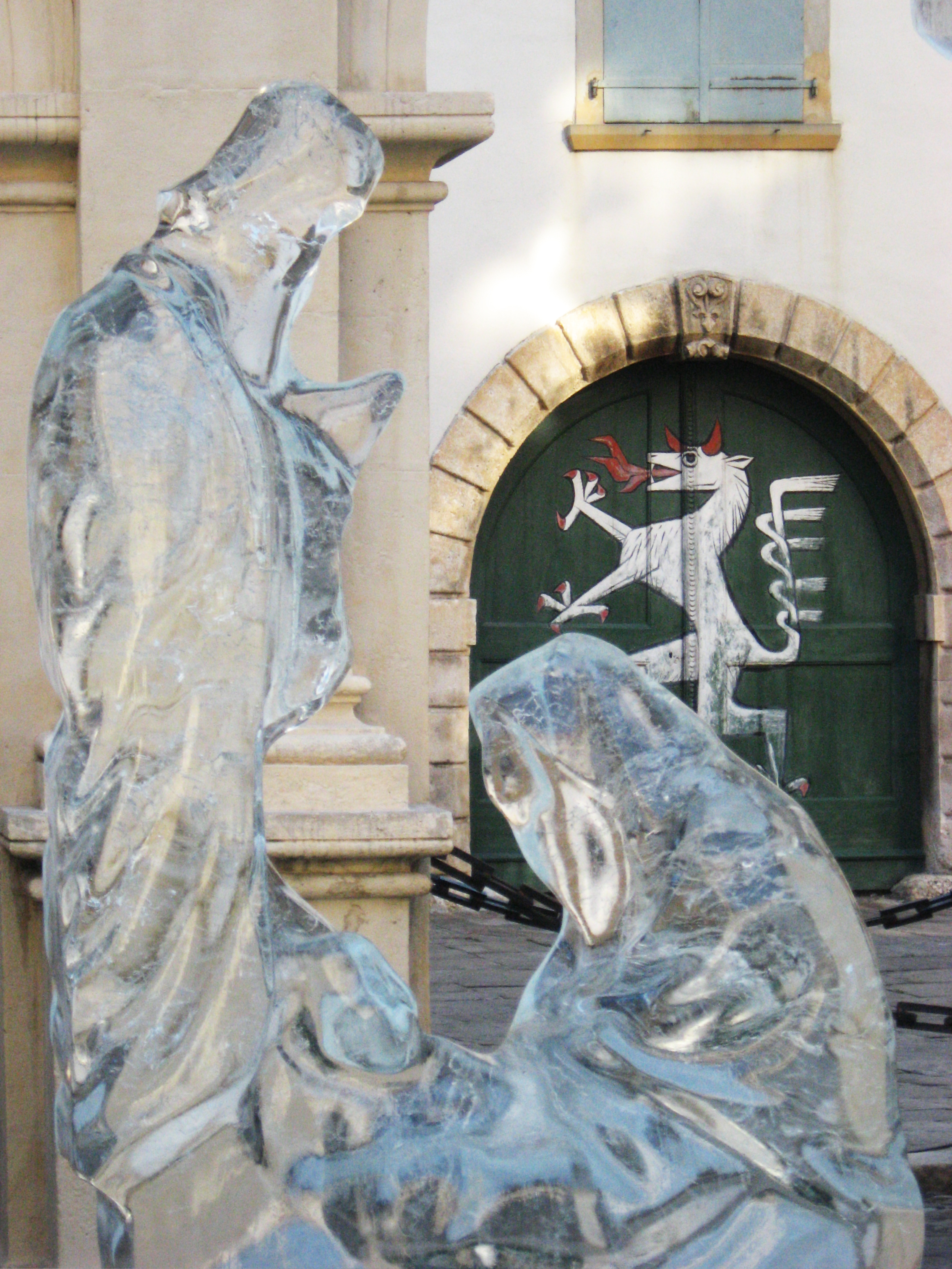
Detalle de José de Nazaret, María y el niño Jesús, en 2011.

En 2002 la escultura se derrumbó antes de abrirse al público y tuvo que ser salvada por Gert Hödl con un trabajo nocturno. Fue el primero de una serie de fatídicos descongelamientos.
En 2003 Graz fue la Capital Europea de la Cultura, el hielo mostró una tonalidad verdosa por primera vez y para garantizar una mayor durabilidad se utilizaron bloques más grandes; aumentando el peso a 45 toneladas. Como homenaje al recientemente elegido gobernador de California e hijo predilecto de Graz, Arnold Schwarzenegger, la escultura lució un oso californiano en el fondo de la Sagrada Familia y la acción suscitó polémica internacional.
Desde 2004, para ralentizar el proceso de derretimiento, el belén incluye una «construcción monumental» que se supone genera un efecto de nevero artificial. Además, en caso de que se requieran como reemplazos, varios personajes se almacenan en una casa de hielo cerca.
En 2006 y 2009 el pesebre no soportó el clima cálido y se derrumbó antes de la Navidad.

### Actualidad
En 2014 Gert Hödl decidió renunciar por razones de salud y designó al artista finlandés Kimmo Frosti como su sucesor y nuevo director artístico. Frosti emplea a un equipo de otros cinco artistas, la ayuda de una carretilla elevadora y nitrógeno líquido, le lleva alrededor de una semana completar el trabajo.
En 2016, con motivo del vigésimo aniversario del belén de hielo, la ceremonia solemne fue transmitida por más de 200 canales de televisión internacionales y cubierta por agencias de prensa como HuffPost y Reuters.

## Controversia

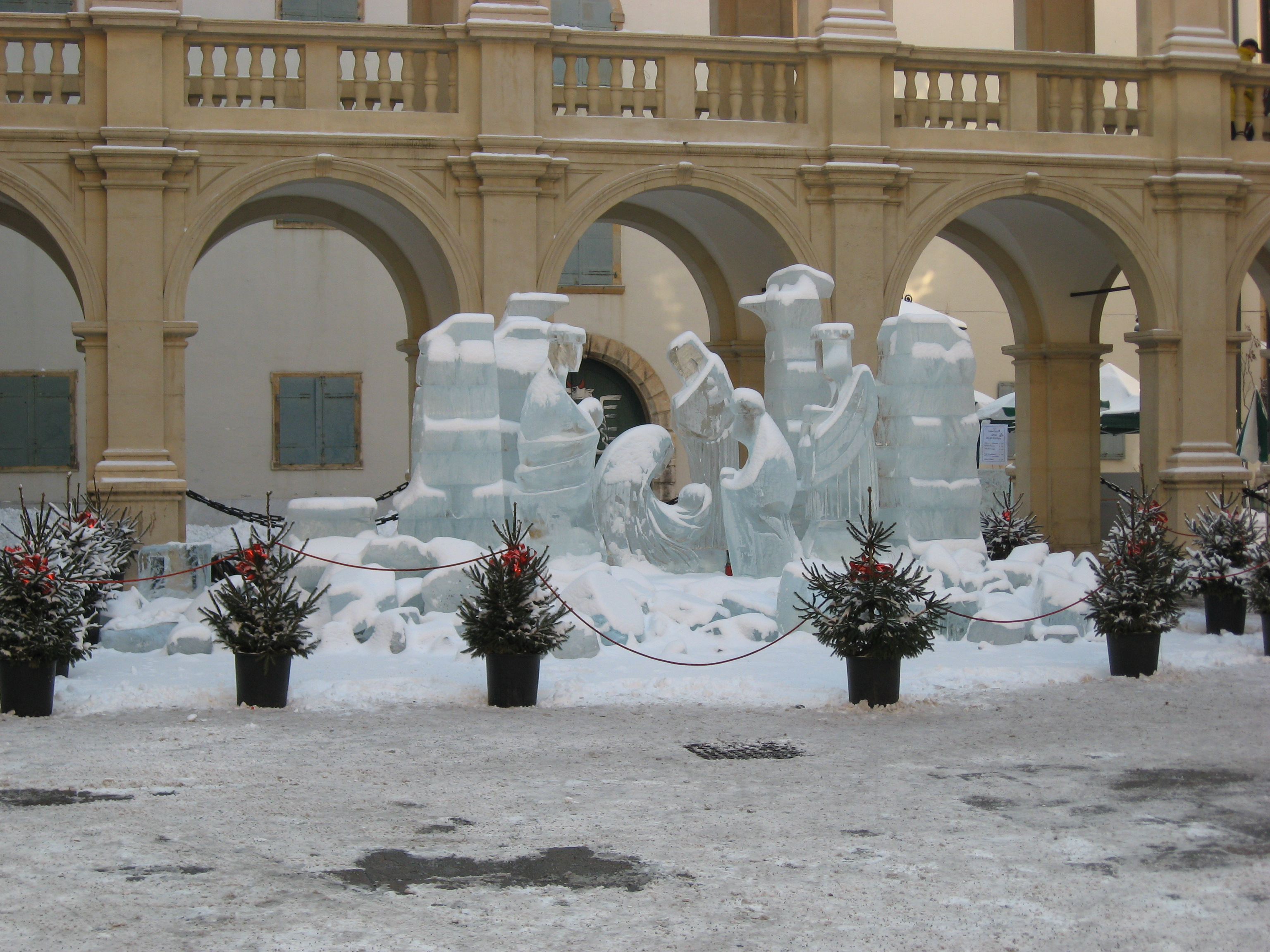
El belén colapsado, diciembre de 2009.

A pesar de su valor como atracción turística, ha habido debate sobre la financiación del belén de hielo porque con temperaturas más cálidas, la construcción no siempre sobrevive durante todo el Adviento. Un político local del Partido Verde señaló con cinismo:
«Debido al calentamiento global, el Adviento será cada vez más templado. Esto plantea la cuestión de si la ciudad de Graz debería seguir invirtiendo más de € 40.000 en una piscina de agua».
El Tiroler Tageszeitung defendió la obra de arte. Finalmente, la asociación de turistas rechazó las sugerencias para cancelar el proyecto y argumentó que la escultura convirtió al Adviento de Graz en un evento inconfundible y económicamente importante.